# حکایت لطیفه‌وار
حکایت لطیفه‌وار (به انگلیسی: Anecdote برگرفته از واژهٔ یونانی Anekdota به معنای:چیزهای نشر نشده) گونه‌ای روایت منظوم یا منثور ساده و خنده‌دار است که دربارهٔ یک فرد یا حادثه ساخته می‌شود.
طرح حکایت لطیفه‌وار بر رویدادهایی استوار است که مانند حلقه‌هایی به یکدیگر می‌پیوندند تا در پایان، حلقهٔ آخر ضربهٔ نهایی را فرود آورد و سبب غافلگیری مخاطب شود. حکایت‌لطیفه‌وار ساختاری ادبی هوشمندانه ندارد و هدف کلی‌اش، خنداندن است.
ساموئل جانسون در لغتنامهٔ خود، «حکایت لطیفه‌وار» را: چیز منتشرنشده‌ای که تاریخی سری دارد» معنا کرد؛ آن را می‌توان شکل ابتدایی داستان کوتاه امروزی دانست.